# Paul Boutilier
Paul-André Boutilier (Kanada, Új-Skócia, Sydney 1963. május 3. –) Stanley-kupa-győztes kanadai jégkorongozó.

## Karrier
Komolyabb junior karrierjét a Sherbrooke Castorsban a QMJHL-ben kezdte 1980-ban és 1982-ig itt játszott. Az 1981-es NHL-drafton a New York Islanders választotta ki az első kör 21. helyén. Még ebben az idényben egy mérkőzésen pályára lépett az Islandersszel. A QMJHL-es szezont folytatta és szezon végén elvesztették a Memorial-kupát a Kitchener Rangers ellen. 1982–1983-ban játszott még a junior ligában a Saint-Jean Castorsban de már majdnem fél szezont játszott az NHL-ben és a szezon végén megnyerte a Stanley-kupát. A következő szezont a Islandersben és a CHL-es Indianapolis Checkersben töltötte. Újabb két szezont töltött a New York-i gárdában, mikor az 1986–1987-es szezont már a Boston Bruinsszal kezdte de a szezon közben átkerült a Minnesota North Starshoz. A következő idényt a New York Rangersben kezdte de játszott még az AHL-es New Haven Nighthawksban, az IHL-es Colorado Rangersben, az NHL-es Winnipeg Jetsben és az AHL-es Moncton Hawksben. 1988–1989-ben játszott a Jetsben és a Moncton Hawksban. A követjező idényben szerepelt a nemzeti válogatottban és egy kis időre átment játszani a svájci ligába, majd visszatért az AHL-es Maine Marinersba. Végül az 1990–1991-es szezonban vonult vissza.
Visszavonulása után 1993 és 1997 között edző lett a Saint Mary's University jégkoroncsapatánál. Ezután hosszú szünet következett, majd 2009 és 2013 között a Dalhousie University másodedzője volt.

## Díjai
- QMJHL Első All-Star Csapat: 1982
- Émile Bouchard-trófea: 1982
- Memorial-kupa All-Star Csapat: 1982
- Stanley-kupa: 1983
- AHL Első All-Star Csapat: 1989
- Új-Sckócia Sports Hall of Fame: 1994